# Taxilejeunea parvisaccata
Taxilejeunea parvisaccata là một loài Rêu trong họ Lejeuneaceae. Loài này được (Stephani) Eifrig miêu tả khoa học đầu tiên năm 1936.